# Triplophysa rosa
Triplophysa rosa är en fiskart som beskrevs av Chen och Yang 2005. Triplophysa rosa ingår i släktet Triplophysa och familjen grönlingsfiskar. Inga underarter finns listade i Catalogue of Life.